# GAM-63 RASCAL
GAM-63 «Раскл» — первая американская стратегическая крылатая ракета с ядерной боевой частью. Разрабатывалась фирмой «Белл» на основе технических решений опробованных на экспериментальном сверхзвуковом ракетном самолёте Bell X-1. За пять лет испытаний ракета успела устареть, кроме того, появились новые более легкие ядерные боевые части для которых размеры «Раскл» были избыточны. Осенью 1958 года программу закрыли в пользу более лёгкой и простой в эксплуатации ракеты GAM-77 «Хаунд дог».

## История создания и испытания
В марте 1946 года, армейская авиация США (USAAF) начала работу над проектом «Мастиф» — разработкой самолёта-снаряда с ядерной боевой частью, запускаемого с борта бомбардировщика. Эффективность этой концепции ранее была уже доказана успешными экспериментальными пусками самолётов-снарядов Republic JB-2 Loon с борта бомбардировщиков Boeing B-29 Superfortress. Разработчики ставили целью создать оружие, которое позволит бомбардировщикам атаковать хорошо защищенные цели, самим оставаясь при этом за пределами досягаемости противовоздушной обороны.

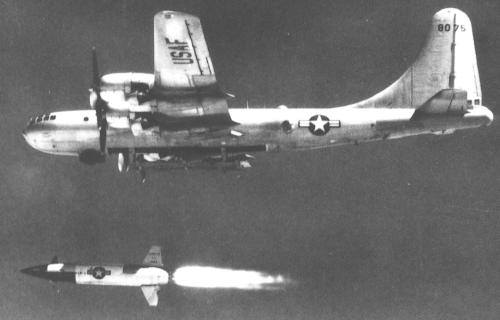
Испытательный пуск XGAM-63 «Раскл» с B-29

Первоначально, технические требования предполагали создание дозвукового снаряда с ракетным двигателем, способного пролететь 480 километров с ядерной БЧ на борту. Изучив ситуацию подробно, разработчики из компании «Белл», пришли к выводу, что доступный уровень технологий не позволяет создать ракету с требуемыми характеристиками. Кроме того, дозвуковая скорость воспринималась уже, как недостаточная, учитывая перспективу появления реактивных истребителей-перехватчиков. В итоге, требования были пересмотрены в пользу ракеты радиусом действия 160 км.
В ходе разработки проекта, инженеры «Белл» сочли, что технические требования к ракете близки к техническим требованиям на экспериментальный ракетный самолёт Bell X-1 — первый пилотируемый самолёт, превысивший скорость звука. В работе над ракетой широко использовался опыт работы над X-1. Так как при создании ракеты возник ряд вопросов, разрешить которые теоретическим путём не удавалось, специально для испытаний был создан уменьшенный прототип, получивший обозначение RTV-A-4 (также известен как X-9 «Shrike»).

## Конструкция

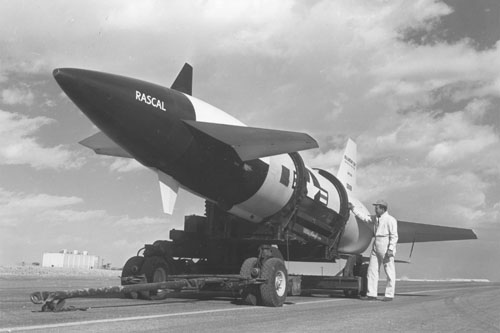
GAM-63 «Раскл».

Ракета GAM-63 «Раскл» была выполнена по аэродинамической схеме «утка». Размах крыла составлял 5,09 метра. Диаметр сигарообразного корпуса, конструктивно схожего с экспериментальным самолётом X-1 составлял 1210 мм, большую его часть занимало топливо с окислителем. В передней части корпуса располагалась аппаратура управления и ядерная БЧ. В качестве таковой первоначально рассматривалась 120-килотонная W-5 (на базе свободнопадающей атомной бомбы Mark-5), но в конечном итоге было принято решение установить на ракету 2-мегатонную термоядерную боеголовку W-27.
В движение ракету приводил трёхкамерный жидкостной ракетный двигатель XLR67-BA-1, работающий на керосине и азотной кислоте (в качестве окислителя). Максимальная тяга двигателя составляла 46,4 килоньютона. Три камеры сгорания располагались в вертикальной плоскости: в первые две минуты полёта (стадия разгона) работали все три из них, затем верхняя и нижняя отключались и ракета продолжала полёт на одной работающей дюзе. Крейсерская скорость ракеты превышала М=1,6 (до М=3 в пикировании).
Запас горючего (авиационный керосин JP-4) составлял 235 литров, запас окислителя, дымящейся азотной кислоты, 600 литров. Топливо хранилось в цилиндрических баках, выбранных по соображениям экономии веса. Подача топлива осуществлялась турбонасосом.
Система наведения ракеты была радиокомандной, управление осуществлялось с борта самолёта-носителя. Траектория полёта ракеты задавалась на земле перед вылетом. В ходе полёта, экипаж бомбардировщика загружал в ЭВМ ракеты поправки на скорость движения, силу ветра и иные факторы.
Когда самолёт с ракетой достигал заданной точки пуска, автоматика ракеты осуществляла её сброс и последующий запуск двигателя. Для такового, был предусмотрен длинный кабель, соединявший ракету с бомбардировщиком: в случае его отказа, двигатель мог быть запущен при помощи таймера. Сброс ракеты выполнялся с высоты 12000 метров. После активации двигателя, ракета выполняла подъём на высоту 19000 метров и выходила на курс к цели. Малые габариты, большая высота полёта и высокая скорость, по мнению разработчиков, должны были эффективно защитить ракету от угрозы перехвата противником.
Сразу же после пуска ракеты, бомбардировщик разворачивался и ложился на обратный курс. Радиолокационное изображение цели от головки самонаведения ракеты ретранслировалось на бомбардировщик, с которого на борт ракеты пересылались управляющие команды. В 32 км от цели, ракета переходила в пологое пике. Точность попадания составляла порядка 910 метров (КВО). Для поздних моделей ракеты, была предложена инерциальная система наведения, нечувствительная к радиопомехам и уменьшающая отклонение от точки прицеливания до 457 метров.
Так как надёжность ракеты считалась весьма низкой, по дополнительному требованию, в случае отказа аппаратуры, ракета могла быть просто сброшена как обычная атомная бомба.

## Испытания

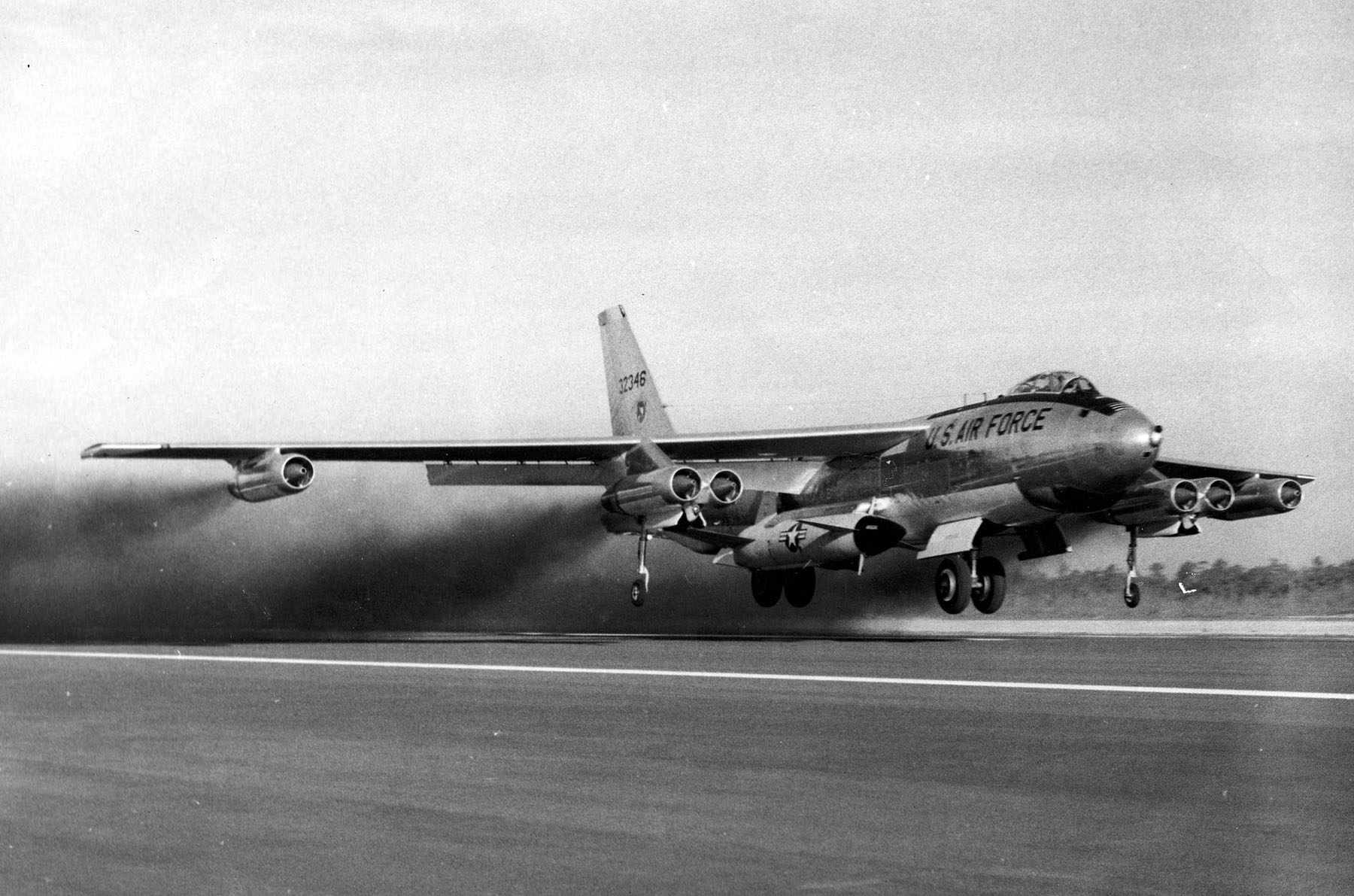
Взлёт DB-47 с GAM-63 «Раскл» на внешней подвеске.

В качестве носителей предполагалось использовать самолёты B-36D, DB-47,DB-50 и B-29. Последний, впрочем, был снят с вооружения ещё до завершения разработки ракеты. Первоначально, в качестве основного носителя рассматривался B-36: фирма «Convair» получила заказ на 12 комплектов модернизации для переоборудования серийных бомбардировщиков в ракетоносцы, но в итоге от оснащения ракетами B-36 было решено отказаться. В результате, в рамках этой программы в носители было переоборудовано только четыре серийных B-36H получивших название DB-36H.
В ходе испытаний, продолжавшихся в период с 1952 по 1957 годы, было произведено два экспериментальных пуска с борта DB-36H и тридцать восемь с борта DB-47. Этот опыт показал, что подвеска ракеты практически не сказывается на лётных характеристиках первого, но нарушает аэродинамику второго. Предполагалось, что из ракетоносцев DB-47 будут сформированы две боевых эскадрильи, но ещё в 1956 году, эти планы были поставлены под сомнение.
В связи с постоянными задержками программы, ВВС США начал терять к ней интерес. Надёжность ракеты несмотря на все усилия, оставалась очень низкой — анализ экспериментальных пусков показал, что из 65 запусков лишь один был полностью успешен. Жидкостный двигатель ракеты был капризен и сложен в обслуживании, использовал высокотоксичный окислитель. Кроме того, сама программа уже воспринималась как устаревшая: появление в конце 1950-х зенитных ракетных комплексов и сверхзвуковых истребителей-перехватчиков (со скоростями до М=2) сделало ракету уязвимой для соответствующих средств противодействия. Кроме того, радиус в 160 км от цели уже не мог считаться безопасным удалением для самолёта-носителя.
В результате, в августе 1958 года программа RASCAL была закрыта. До этого момента было выпущено 58 серийных ракет и два ракетоносца DB-47E, но на вооружение ракеты так и не были приняты. Внимание военных переключилось на новую крылатую ракету AGM-28 «Hound Dog», более легкую, использовавшую обычный турбореактивный двигатель и обладавшую почти в десять раз большим радиусом действия.

## Оценка проекта
В момент начала разработки GAM-63 RASCAL была амбициозным проектом, воплощавшим все наилучшие технические решения того времени: воздушный запуск, сверхзвуковая скорость полёта, радиокомандное наведение через визир. Однако, именно эта новизна и подвела проект. Из-за технической сложности разработка ракеты слишком затянулась. В результате, когда первые образцы ракеты были готовы к принятию на вооружение (относительно, ибо надежность оставалась крайне низкой), её технические характеристики уже не соответствовали требованиям времени.